# Janginakoppa, Hangal
Janginakoppa là một làng thuộc tehsil Hangal, huyện Haveri, bang Karnataka, Ấn Độ.